# Marcelo Bordon
Marcelo José Bordon (* 7. Januar 1976 in Ribeirão Preto) ist ein ehemaliger brasilianischer Fußballspieler. Der Innenverteidiger spielte von 1999 bis 2010 in Deutschland für den VfB Stuttgart und den FC Schalke 04.

## Vereinskarriere

### Anfänge in Brasilien
Bordons Karriere begann bei Botafogo FC (SP), für dessen Jugendmannschaften er von 1983 bis 1993 spielte. Von 1994 bis 1995 spielte er für die zweite Mannschaft des FC São Paulo, bis zum Juni 1999 für die A-Mannschaft.

### VfB Stuttgart
In Deutschland wurde er durch seinen Wechsel zum VfB Stuttgart zur Saison 1999/2000 bekannt. Bordon gelang die Umstellung vom emotionalen brasilianischen Fußball zum taktisch orientierten Fußball eher schleppend. Trainer Ralf Rangnick sah dies vor allem Bordons eher mäßigem Englisch geschuldet. Dennoch wurde Bordon schnell zu einem wichtigen Spieler. Er avancierte in den nächsten Jahren zum Abwehrchef einer teils noch jungen Stuttgarter Mannschaft und galt als einer der besten Innenverteidiger der Liga. Auch lernte er schnell Deutsch. Sein erstes Champions-League-Spiel machte er während der Saison 2003/04 am 16. September 2003 bei der 1:2-Niederlage gegen die Glasgow Rangers. Neben seinen Defensivstärken galt Bordon aber auch als torgefährlicher Innenverteidiger. Am 28. März 2004, dem 26. Spieltag der Bundesligasaison 2003/04, gelang ihm im Spiel gegen Werder Bremen ein Hattrick. Die starken Auftritte im Stuttgarter Trikot ließen Bordon ins Blickfeld der Nationalmannschaft, aber auch anderer Vereine rücken. Insgesamt bestritt Bordon 157 Pflichtspiele für den VfB Stuttgart und erzielte dabei 12 Tore.

### FC Schalke 04
Bordon wechselte zur Saison 2004/05 zum Bundesliga-Rivalen FC Schalke 04. Wie zuvor in Stuttgart war er auch auf Schalke Stammspieler und Leistungsträger. In seiner ersten Saison kam er auf 27 Ligaspiele und schoss am letzten Spieltag gegen den SC Freiburg seine ersten beiden Pflichtspieltore für Schalke. Im DFB-Pokal 2004/05 gelangte man bis ins Finale. In der Saison 2005/06 gewann Bordon im Spiel gegen seinen ehemaligen Verein VfB Stuttgart den DFL-Ligapokal. In der Liga blieb der FC Schalke hinter den Erwartungen zurück und qualifizierte sich nur für den UEFA-Pokal. In der Champions League schied man als Gruppendritter aus, durfte dafür aber in den UEFA-Pokal einsteigen. Dort schied man erst im Halbfinale gegen den späteren Titelträger FC Sevilla aus.
Seit der Saison 2006/07 war Bordon Kapitän der Schalker Mannschaft und somit auch Vorsitzender des Mannschaftsrates. Die Saison verlief bis auf die Liga-Ergebnisse alles andere als erfreulich für Schalke. In der Europa League schied man im Play-off-Spiel gegen die AS Nancy, im DFB-Pokal in der zweiten Runde gegen den 1. FC Köln aus. Auch im Ligapokal überstand man nur die erste Runde. In der Liga verpasste man allerdings nur knapp die Meisterschaft, Bordons ehemaliger Club VfB Stuttgart überholte die Schalker kurz vor Saisonende. Schalke qualifizierte sich dennoch für die Champions League. Die Saison 2007/08 verlief in der Liga ähnlich stark wie die Vorsaison. Mit dem dritten Platz qualifizierte man sich für die Play-off-Spiele der Champions League; mit fünf Toren hatte Bordon dazu beigetragen. Im Ligapokal schaffte man es bis ins Finale, in der Champions League schied man erst im Viertelfinale gegen den FC Barcelona aus.
Die Saison 2008/09 begann mit dem Ausscheiden in den Play-off-Spielen für die Champions League gegen Atlético Madrid. Im DFB-Pokal war im Viertelfinale Schluss und auch im UEFA-Pokal war nach der Gruppenphase der internationale Wettbewerb beendet. In der Liga schaffte man es nicht, sich erneut für einen internationalen Wettbewerb zu qualifizieren. Die Konsequenzen: Trainer Fred Rutten wurde entlassen, Bordon gab am 17. März 2009 seinen Posten als Kapitän an seinen Stellvertreter Mladen Krstajić ab. Ausschlaggebend dafür waren auch mehrere Verletzungen am Ende der Saison. Unter anderem verpasste er wegen einer Oberschenkelzerrung acht Ligaspiele. In der Saison 2009/10 verlor man das Meisterschaftsrennen gegen den FC Bayern München. Erstmals blieb Bordon in einer Saison torlos.
Anfang Juli 2010 löste Bordon seinen ursprünglich bis 2011 laufenden Vertrag beim FC Schalke 04 auf. Er hatte 168 Bundesligaeinsätze, 36 Europa-, 18 DFB-Pokal- und sechs DFL-Ligapokalspiele für die Königsblauen absolviert. Dabei erzielte er 18 Tore und bereitete neun weitere Treffer vor. Insgesamt erhielt er 40 Gelbe Karten und wurde nur einmal des Feldes verwiesen.

### Al-Rayyan SC
In der Saison 2010/11 spielte Bordon in Katar für Al-Rayyan SC und erzielte in elf Ligaspielen einen Treffer. Anschließend beendete er seine aktive Laufbahn.
Am 9. Juli 2011 wurde er mit einem Abschiedsspiel in der Veltins-Arena verabschiedet und in die Schalker Ehrenkabine gewählt.

## Nationalmannschaft
Für die brasilianische Nationalmannschaft kam Bordon einmal im Jahre 2004 in einem Freundschaftsspiel gegen Ungarn nach Einwechslung für 23 Minuten zum Einsatz. Zudem zählte er zum brasilianischen Aufgebot, das 2004 im Finale gegen Argentinien die Copa América gewann.

## Spielweise
Bordon galt während seiner aktiven Zeit als einer der besten Innenverteidiger der Bundesliga. Er war zweikampf- und kopfballstark, verfügte über ein gutes Stellungsspiel und führte seine Mitspieler an. Daneben hatte er einen unglaublich harten Torabschluss und schoss auch Freistöße. Trotz seiner körperbetonten Art zu verteidigen war er stets fair und kam häufig ohne Fouls aus.

## Erfolge und Auszeichnungen

### Verein
- Staatsmeisterschaft von São Paulo: 1998
- UEFA-Intertoto-Cup-Sieger: 2000, 2002
- Deutscher Vizemeister: 2003, 2005, 2007, 2010
- DFB-Pokal-Finalist: 2005
- DFL-Ligapokal-Sieger: 2005

### Nationalmannschaft
- Copa-América-Sieger: 2004 (ohne Einsatz)

### Auszeichnungen
- Tor des Monats: Juli 2002,[4] Januar 2007[5]
- Berufung in die Schalker Ehrenkabine: 2011
- Berufung in die Jahrhundertelf des VfB Stuttgart : 2012
- Bester Innenverteidiger der Bundesliga der Rangliste des deutschen Fußballs: 4 mal

## Sonstiges
Für Bordon ist sein christlicher Glaube von großer Bedeutung, er ist evangelikal. Oft betont er, dass er seine Erfolge Gott verdanke.
Aufgrund der Herkunft seines Vaters besitzt Bordon auch die italienische Staatsbürgerschaft. Er ist verheiratet und hat drei Kinder. Er engagiert sich für Straßenkinder und für fairen Kaffee-Handel.